# Minas Tênis Clube
Der Minas Tênis Clube, auch kurz MTC genannt, ist ein Sportverein aus Belo Horizonte, im brasilianischen Bundesstaat Minas Gerais. Er gehört zu den größten Brasiliens und betreibt verschiedene Sportarten auf internationalem Niveaus.
Innerhalb der Stadt verfügt der Klub über zwei Sportstätten, Minas I und Minas II. Hinzu kommen zwei Anlagen, welche außerhalb liegen. Der Minas Country Clube und Minas Tênis Náutico Clube. Zusammen belaufen sich die Flächen der vier Einheiten auf rund 471 Tausend m². Er verfügt auch über eine eigene Multisporthalle, die Arena Minas Tênis Clube. 2025 hatte er ca. 82 Tausend Mitglieder. Neben dem Sport legt der Klub auch wert auf die Bereiche Freizeit, Bildung und Kultur. Woraus sich auch sein Motto Kultur, Sport und Bildung ableitet.

## Geschichte
Das Grundstück, das der erste Standort des Minas Tênis Clube (heute Minas I) werden wurde, sollte ursprünglich nach dem ursprünglichen städtebaulichen Plan von Belo Horizonte aus den 1890er Jahren zu einem Zoo werden. Es lag es ganz in der Nähe des Palácio da Liberdade, zu der Zeit die offizielle Residenz des Gouverneurs des Bundesstaates Minas Gerais war. Der Plan für einen Zoo bei den Einheimischen und den obersten Beamten der staatlichen Verwaltung Umwelt- und Hygienebedenken aus. Darüber hinaus gab es zu dieser Zeit in der Stadt nur wenige Unterhaltungs- und Sportmöglichkeiten. Der damalige Bürgermeister Otacílio Negrão de Lima, der sich dieser Lücke bewusst war, bekundete Interesse an der Errichtung eines Sportzentrums, um das ursprüngliche Projekt eines Zoos zu ersetzen.
Zur gleichen Zeit planten prominente Persönlichkeiten aus der gehobenen Gesellschaft von Belo Horizonte die Gründung eines Sportvereins, um die Ausübung des Sports in der Stadt zu fördern. Necésio Tavares war der Anführer dieser Bewegung. Dieser hatte bereits Volleyballteam mit seinem eigenen Namen gegründet und eine Bewegung ins Leben gerufen, um Finanzmittel und Unterstützung für die Gründung eines Klubs namens Serra zu erhalten. Der damals 23-jährige Waldomiro Salles Pereira, der die Absicht hatte, einen Klub für die Ausübung von Tennis zu gründen, erfuhr von Necésios Initiative und trat an ihn heran, um ihre Kräfte zu bündeln und einen neuen Klub zu gründen. Gemeinsam entwickeln sie das Konzept des Serra Tennis Clube.
Die Gruppe, die die Absicht des Bürgermeisters kannte, den Sport in der Stadt zu fördern, bat ihn bitte, das Land für die Gründung des neuen Klubs zu spenden. Der Bürgermeister stimmt der Bedingung zu, dass der Name in Minas Tênis Clube geändert wird und dass der erste Präsident des Klubs vom damaligen Gouverneur des Staates, Benedito Valadares, benannt wird. Alle Interessen wurden in Einklang gebracht, und der offizielle Gründungsakt des Clubs wurde am 15. November 1935 im Sitz des Automobile Club of Minas Gerais (Automobilclub von Minas Gerais) unterzeichnet. Bei dieser Gelegenheit wurde Necésio Tavares zum ersten Präsidenten des Vereins ernannt.

## Standorte

### Minas I

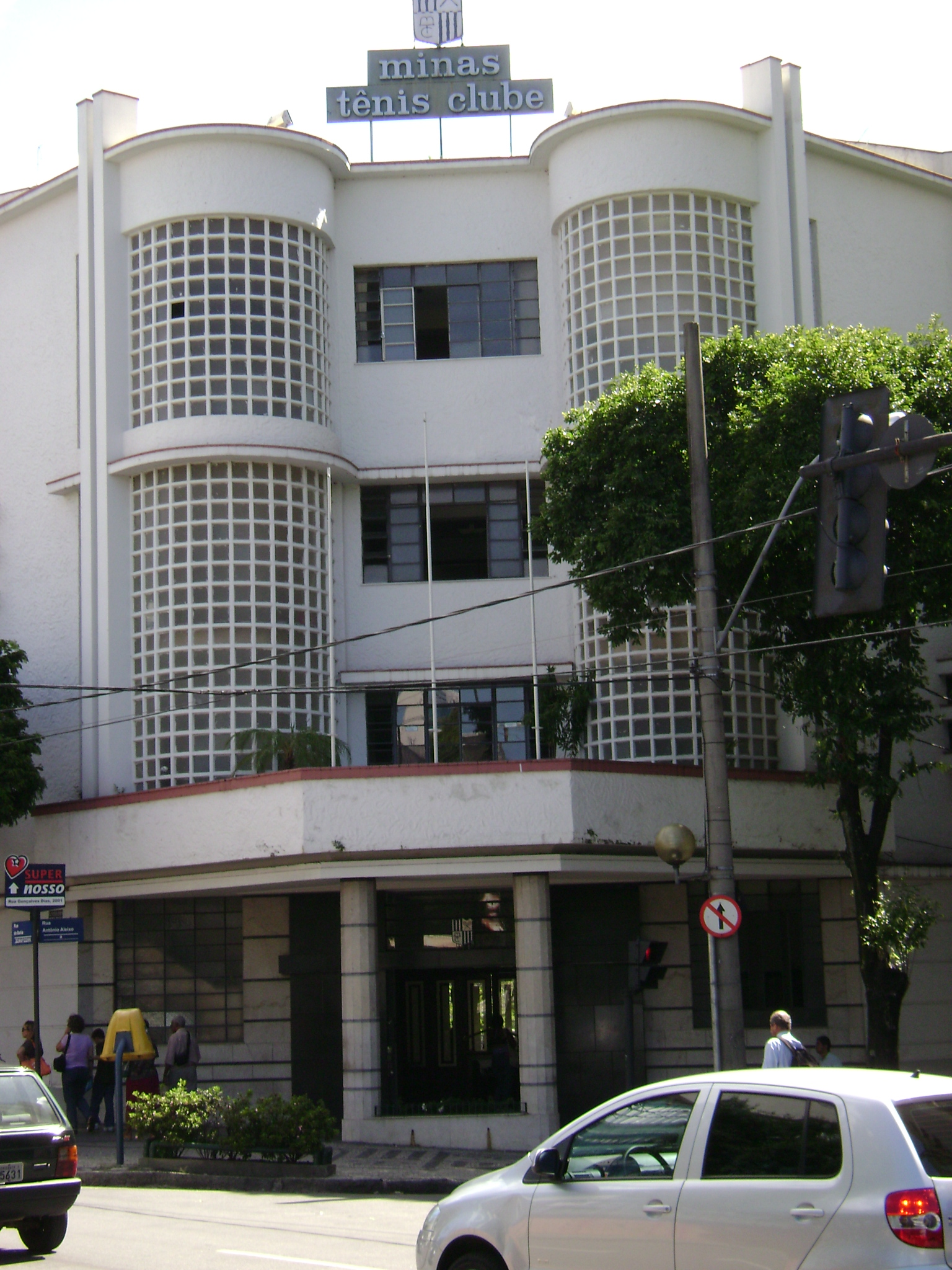
Minas I

Die Einheit wurde am 15. November 1935 eingeweiht, verfügt über eine bebaute Fläche von 73.720 m² und befindet sich im Viertel Santo Antônio, im südlichen Teil der Stadt, und nimmt den gesamten Block ein.
Zwei der Gebäude stehen unter Denkmalschutz: das Sede Social (Sozialzentrum) und das Prédio do Relógio (Uhrengebäude). Das Sozialzentrum befindet sich an der Ecke der Calle Bahia und der Calle Antônio Aleixo. Das Uhrengebäude ist das Herzstück des Clubs und befindet sich im Zentrum des Geländes.
Das Minas I verfügt über drei große Gebäude: das Trainingscenter Centro de Treinamento Juscelino Kubitschek mit der kompletten Infrastruktur für Sportmannschaften; das Centro de Lazer (Freizeitzentrum) mit modernen Räumen; und das Centro de Facilidades, in dem sich das Verwaltungsgebäude und das Centro Cultural Unimed-BH Minas befinden, das der Öffentlichkeit zugänglich ist, um Kultur in ganz Minas Gerais zu verbreiten.
Angeboten werden ein olympisches Schwimmbecken, Wasserpark für Kinder, Innen- und Außenpools, Fitnessraum, Saunen, Ballsäle, Tennis-, Volleyball-, Fußball-, Federball- und Squashplätze, Billard- und Spielzimmer, Räume für Teenager, Restaurants, Sporttrainingszentrum, die Arena MTC und das Centro Cultural Unimed-BH Minas. Für Besucher sind 757 Parkplätze vorhanden.

### Minas II
Am 22. Dezember 1984 wurde der Sportplatz Minas II mit einer ausgestatteten Freizeitanlage für Mitglieder eingeweiht. Die Anlage liegt an der Grenze der Stadtteile Serra und Mangabeiras und verfügt über eine bebaute Fläche von etwa 30 Tausend m². Am 29. Oktober 1986 wurde das Sozialzentrum eingeweiht, in dem sich ein großer und anspruchsvoller Ballsaal für bis zu 800 Personen befindet. Es beherbergt auch das Restaurant Sausalito, das für die Öffentlichkeit zugänglich ist.
Angeboten werden ein olympisches Schwimmbecken, Wasserpark für Kinder, Innen- und Außenpools, Fitnessraum, Saunen, Ballsaal, Tennis-, Volleyball-, Fußball-, Federball- und Beachtennisplätze, Billard- und Spielzimmer, Räume für Kinder, Restaurants und Sporttrainingszentrum. Für Besucher sind 406 Parkplätze vorhanden.

### Minas Country Clube
Im November 2000 wurde Country Club gegründet. Die Einheit befindet sich im Stadtteil Taquaril, östlich der Hauptstadt, mit einer Fläche von 285.750 m², davon 148.600 m² Urwald, der die gesamte Infrastruktur umgibt. 2002 erkannten das Ministerium für Umwelt und nachhaltige Entwicklung von Minas Gerais und das Staatliche Forstinstitut (IEF) die Einheit als Reserva Particular de Patrimônio Natural (RPPN) , ein privates Naturerbereservat, an. Es war auch der erste städtische Raum in Minas Gerais den Titel Área de Soltura de Animais Silvestres, Freilassungsgebiet für Wildtiere, erhielt.
Auf dem Gelände befinden sich 13 Grillplätze im Freien und zwei Wanderwege (1,4 km und 2,2 km lang) sowie eine Baumkletter- und Kletteranlage, Tennis-, Federball- und Sportplätze, Schwimmbäder, Saunen, Wasserrutsche, Restaurant, Snackbars und 400 Parkplätze.

### Minas Tênis Náutico Clube
Die Anlage des Minas Tênis Náutico Clube liegt außerhalb von Belo Horizonte in Nova Lima, ca. 20 Kilometer außerhalb der Stadt. Diese wurde am 18. März 2000 eingeweiht, umfasst eine Gesamtfläche von 117.000 m² und liegt direkt an einem Strand des Stausees Lagoa dos Ingleses.
Der Náutico Clube, für dessen Mitgliedschaft ein Extrabeitrag gezahlt werden muss, bietet diverse Freizeitaktivitäten an. Im Bereich des Wassersports sind dieses Ruder- und Segelkurse. In einem Bootslager können die Mitglieder ihre Ausrüstung gegen Zahlung einer monatlichen Gebühr aufbewahren. Es besteht auch die Möglichkeit, Tretboote, Kajaks, Kanus, Stand-up-Paddling-Boards, zu mieten. Hinzu kommen Tennis-, Federball- und Multifunktionssport- und Fußballplätze, Fitnessräume.
Der seit 2018 bestehende Sport- und Veranstaltungspavillon mit 18.786,81 m² bebauter Fläche übergeben, darunter einen Ballsaal mit einer Kapazität von 2.400 Personen, drei überdachte und beheizte Schwimmbäder, Boots- und Docklager, Parkplätze mit 238 Plätzen, drei Squashplätze.

## Basketball
Die Basketballabteilung des MTC besteht seit 1937. Sie ist auch bekannt als Minas Storm Basquete. Sie war eine der ersten Sportarten, die dem Verein gute Ergebnisse bescherte. Die erste olympische Medaille, die ein Athlet aus Minas gewann, gewann der Basketballspieler Moisés Blás, der 1960 Teil der brasilianischen Mannschaft bei den Spielen in Rom war.
Mit einer großen Tradition im Basketball nimmt die Mannschaft von Minas Gerais an der Campeonato Brasileiro de Basquete, der brasilianischen Meisterschaft, teil. Das Debüt bei dieser Veranstaltung fand 1966 statt und MTC belegte den dritten Platz, die Platzierung konnte 1971 wieder erreicht werden sowie 2003 und 2008. Im Jahr 2007 gewann Minas unter dem Kommando von Flávio Davis seinen wichtigsten Titel im Basketball: den in Brasilien ausgetragene Südamerikapokal der Meister.
Minas war einer der Gründer von Novo Basquete Brasil, quasi dem Nachfolger der nationalen Meisterschaft. Hier konnte MTC bislang vier Mal den dritten Platz erreichen (2008/09, 2020/21, 2021/22, 2023/24).
Auf Ebene des Bundesstaates Minas Gerais gewann er 20 Mal die Campeonato Mineiro de Basquete, das letzte Mal 2018. In der Saison 2020/21 kehrte Minas Storm nach zwei Jahren zu einem internationalen Wettbewerb, der Basketball Champions League Américas, zurück. Die Mannschaft erreichte das Halbfinale, wo sie Real Estelí aus Nicaragua mit 98 zu 95 unterlag. In der Entscheidung um Platz drei besiegte das MTC den FC São Paulo 75 zu 58 und holte Bronze. Im Jahr darauf gewann die Mannschaft mit dem Copa Super 8 de Basquete den ersten nationalen Titel.
Auch die Jugendkategorien sind im Klub vertreten und gewinnen staatliche, nationale und internationale Titel.

### Basketball Erfolge
- Südamerikapokal der Meister: 2007
- Copa Super 8 de Basquete: 2021/22
- Campeonato Mineiro (20×): 1964, 1965, 1966, 1967, 1968, 1969, 1970, 1971, 1978, 1987, 1991, 1993, 1994, 1995, 1997, 2007, 2008, 2009, 2015, 2018

## Futsal
Kurz nach dem Aufkommen des Futsals in Brasilien in den 1950er Jahren, begann man auch beim MTC die Sportart zu betreiben. Diese konnte sich aber zunächst nicht etablieren. Erst in den 1980er Jahren wurde der Sport wieder aufgenommen. Seit 1996 spielt man auf nationaler Ebene in der Liga Nacional de Futsal. Hier war die beste Platzierung bislang in der Liga Nacional de Futsal 2002 die Vizemeisterschaft. Hier unterlag MTC dem SC Ulbra mit 4:7 und 2:4.

## Judo
1948 ging aus einer Gruppe Schülern für Selbstverteidigung die Judoabteilung des MTC hervor. Für diese trat u. a. Ketleyn Quadros an. Die erste Frau die in dem Sport die bei Olympia eine Medaille gewann. Erfolgreich war auch Luciano Corrêa, dieser gewann die Judo-Weltmeisterschaften 2007, oder Érika Miranda, Luciano Corrêa oder die mehrfache Medaillegewinnerin Ketleyn Quadros.

## Schwimmen
Der Schwimmsport wird seit Gründung des MTC im Klub praktiziert. Die Schwimmmannschaft ist eine der erfolgreichsten im Schwimmsport in Brasilien und wurde mehrfach Meister der beiden wichtigsten Turniere des Landes. Beim Troféu Brasil de Natação ein Schwimmwettbewerb auf der 50 Meter Bahn in dem seit 1962 Teams in Einzel- und Staffelwettbewerben antreten sowie beim Troféu José Finkel der seit 1972 auf 25 Meter Bahn ausgetragen wird.
Erfolge:
- Troféu Brasil de Natação (11×): 1988, 1990, 1992, 1994, 1994, 1996, 1997, 2011, 2013, 2020, 2025
- Troféu José Finkel (12×): 1988, 1991, 1993, 1994, 1996, 1998, 2011, 2012, 2013, 2014, 2015, 2019, 2021

Bekannte Teammitglieder waren z. B.:
- Kaio de Almeida
- César Cielo
- Joanna Maranhão
- Marcus Mattioli
- Thiago Pereira
- Rogério Romero

## Volleyball
Die Volleyballsektion von MTC wurde bereits zur Gründungszeit ins Leben gerufen. Die Frauen- und Männermannschaften sind national und international erfolgreich.

### Erfolge Frauen-Volleyball
- Volleyball-Klub-Weltmeisterschaft – Zweitplatzierter: 2018
- Volleyball-Klub-Südamerikameisterschaft (5×): 2018, 2019, 2020, 2022, 2024
- Campeonato Sul-Americano de Campeões: 1999
- Liga Sul-Americana: 2000
- Superliga Brasileira de Voleibol Feminino (6×): 1992/93, 2001/02, 2018/19, 2020/21, 2021/22, 2023/24
- Copa Brasil de Voleibol Feminino: 2019, 2021, 2023
- Supercopa Brasileira de Voleibol: 2023, 2024
- Taça Brasil: 1974
- Torneio de Clubes Campeões do Brasil: 1963, 1964
- Campeonato Mineiro de Voleibol (9×): 1940, 1946, 1949, 2003, 2017, 2018, 2020, 2022, 2024

### Erfolge Männer-Volleyball
- Volleyball-Klub-Weltmeisterschaft – Zweitplatzierter: 2023
- Volleyball-Klub-Südamerikameisterschaft (3×): 1984, 1985, 1999
- Superliga Brasileira de Voleibol (7×): 1984, 1985, 1986, 1999/2000, 2000/01, 2001/02, 2006/07
- Copa Brasil de Voleibol: 2022, 2025
- Taça Brasil: 1963, 1964
- Campeonato Mineiro de Voleibol (20×): 1970, 1971, 1972, 1973, 1976, 1977, 1978, 1979, 1984, 1985, 1998, 1999, 2000, 2001, 2002, 2003, 2004, 2005, 2006, 2007